# Robert Dauber
Robert Dauber (Viena, 27 de agosto de 1922 – Dachau, marzo de 1945) fue un violonchelista y compositor austriaco/alemán. 
Su padre fue el compositor, arreglista y director de orquesta Adolf „Dol“ Dauber (1894-1950), conocido en los años 20 como director del Dol Dauber Salonorchester. Robert Dauber tocaba el piano y el chelo. En el campo de concentración de Theresienstadt participó en las representaciones de la ópera Brundibár. Falleció de tifus en marzo de 1945 en el campo de concentración de Dachau. Su única obra conocida se encuentra en la Biblioteca Nacional de Austria, en el legado de su padre (Signatura: MUS: F79 Dauber).

## Obra
- Serenata para violín y piano, 1942 (editada después de 60 años como ISMN 979-0-2025-2285-1).[1]

## Fuente
- Artículo traducido de la versión alemana de Wikipedia.

- Datos: Q76173